# Варяг (ракетний крейсер)
«Варяг» («Червона Україна») — радянський і російський ракетний крейсер проєкту 1164 (шифр «Атлант», англ. Slava class за класифікацією НАТО). Третій корабель у серії, збудований на судобудівному заводі імені 61 комунара у Миколаєві у першій половині 1980-х рр.. Флагман російського Тихоокеанського флоту.

## Історія
Крейсер було закладено в 1979 році, спущено на воду в 1983, вступив у стрій 16 жовтня 1989 року.
Початково мав назву «Червона Украина». Після розпаду СРСР крейсер перейшов до Росії; у 1996 році був перейменований на «Варяг».
З 2002 року є флагманом Тихоокеанського флоту замість важкого атомного ракетного крейсера «Адмірал Лазарєв». У 2005 році крейсер «Варяг» у складі відділення військових кораблів Тихоокеанського флоту відвідав з діловим візитом Малайзію, Індонезію, султанат Бруней і КНР. З 2006 по 2008 рр. проходив ремонт на «Дальзаводі». У жовтні 2008 року відвідав з неофіційним візитом південнокорейський порт Пусан. У квітні 2009 року відвідав з офіційним візитом китайський порт Циндао.
У червні 2010 відвідав з неофіційним візитом американський порт Сан-Франциско. 9 листопада 2010 року прибув з неофіційним візитом у південнокорейський порт Інчхон. На нього була покладена історична місія доставки на батьківщину реліквій свого легендарного попередника — російського крейсера «Варяг», а також завдання із забезпечення перебування у Південній Кореї Президента РФ Дмитра Медвєдєва у період проведення самміту «великої двадцятки», який відбувся у Сеулі 10-12 листопада 2010 року. У листопаді 2014 був направлений з метою демонстрації сили у район Австралії. На саміті G-20 Брисбені розглядалось питання агресії Росії проти України, який достроково покинув В. Путін.

## Параметри
Озброєння
- Протикорабельне — 16 пускових установок комплексу «Вулкан»
- Протичовнове — два торпедні апарати, реактивні бомбові установки РБУ-6000
- Протичовновий вертоліт Ка-25/Ка-27
- Протиповітряне — одна 130-мм установка АК-130, шість — АК-630, дві установки ЗРК «Оса-МА», вісім ЗРК С-300Ф «Риф»

Кораблебудівні дані
- Водотоннажність — 11 280 т
- Довжина — 186,5 м
- Ширина — 20,8 м
- Висота — 42,5 м
- Осадка — 7,6 м

Характеристики
- Швидкість — 32 вузли
- Дальність плавання — 7500 миль
- Автономність — 30 діб
- Екіпаж — 476 (510) чоловік

## Фотогалерея

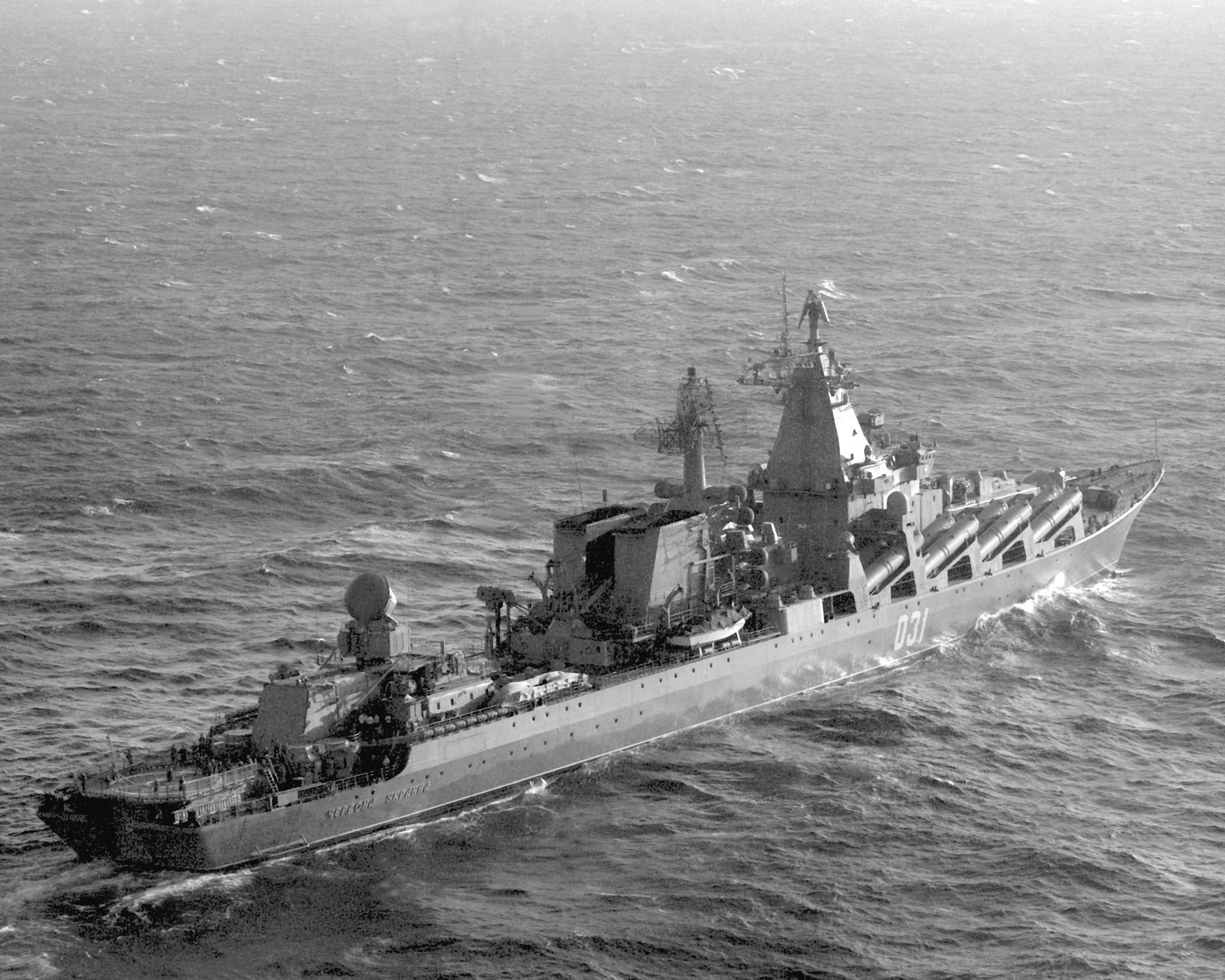
«Червона Україна» у 1990 році
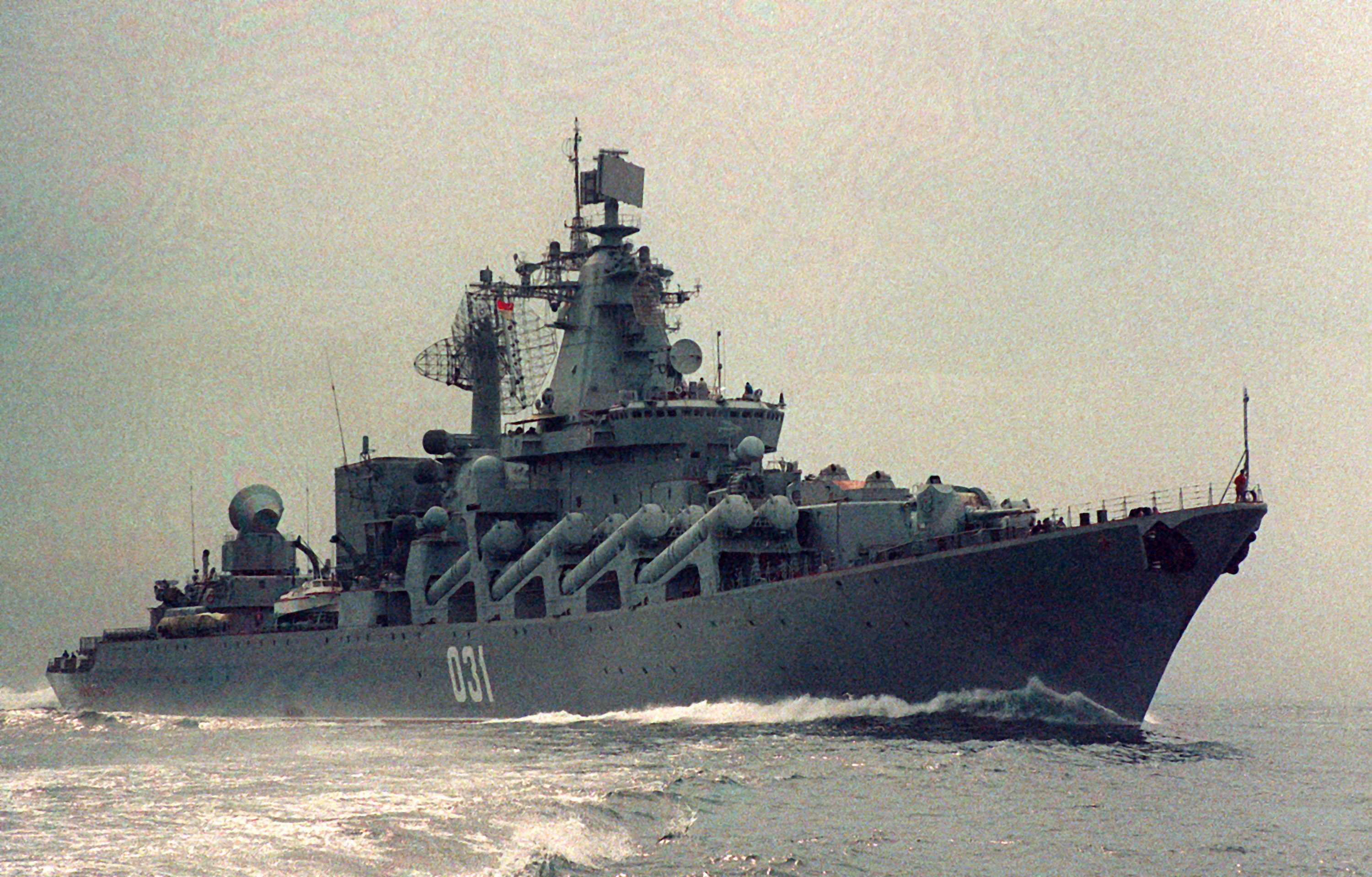
Під час переходу з Чорного моря до Тихого океану